# Anastasia Bliznyuk
Anastasiya Ilyinichna Bliznyuk (en russe : Анастасия Ильинична Близнюк) est une gymnaste rythmique russe, née le 28 juin 1994 à Zaporijia (Ukraine).

## Biographie
Anastasia Bliznyuk est sacrée championne olympique au concours des ensembles aux Jeux olympiques d'été de 2012 à Londres, avec ses coéquipières Ksenia Dudkina, Uliana Donskova, Alina Makarenko, Anastasia Nazarenko et Karolina Sevastyanova ainsi qu'au Jeux olympiques d'été de 2016.
Elle participe aux Jeux olympiques d'été de Paris en 2024, cette fois comme entraîneuse de l'ensemble chinois de gymnastique rythmique, qui gagne la médaille d'or au concours des ensembles.

## Palmarès

### Jeux olympiques
- Paris 2024
  - Entraîneuse de l'équipe chinoise médaillée d'or au concours des ensembles[2].
- Tokyo 2020
  -  Médaille d'argent au concours des ensembles.
- Rio 2016
  -  Médaille d'or au concours des ensembles.
- Londres 2012
  -  Médaille d'or au concours des ensembles.

### Championnats du monde
- Pesaro 2017
  -  Médaille d'or au concours général en groupe.
  -  Médaille d'or en groupe 3 ballons + 2 cordes.
  -  Médaille d'argent en groupe 5 cerceaux.

- Kiev 2013
  -  Médaille d'or en groupe 3 ballons + 2 rubans.
  -  Médaille de bronze au concours général en groupe.

- Kitakyūshū 2021
  -  Médaille d'or par équipe.
  -  Médaille d'or au concours général en groupe.
  -  Médaille d'or en groupe 5 ballons.
  -  Médaille d'argent en groupe 3 cerceaux + 4 massues.

### Championnats d'Europe
- Varna 2021
  -  Médaille d'or par équipe.
  -  Médaille d'or au concours général en groupe.
  -  Médaille d'argent en groupe 5 ballons.

- Guadalajara 2018
  -  Médaille d'or par équipe.
  -  Médaille d'or au concours général en groupe.
  -  Médaille de bronze en groupe 5 cerceaux.

- Holon 2016
  -  Médaille d'or au concours général en groupe.

- Nijni Novgorod 2012
  -  Médaille d'or au concours général en groupe.
  -  Médaille d'or au groupe 5 ballons.